# Dalbergia mimosoides
Dalbergia mimosoides är en ärtväxtart som beskrevs av Adrien René Franchet. Dalbergia mimosoides ingår i släktet Dalbergia, och familjen ärtväxter. Inga underarter finns listade i Catalogue of Life.